# Caprera
Caprera este o insulă din arhipelagul Maddalena⁠(d) de lângă coasta Sardiniei, Italia. Zona arhipelagului La Maddalena, din strâmtoarea Bonifacio, reprezintă o destinație turistică și locul în care Giuseppe Garibaldi s-a retras din 1854 până la moartea sa în 1882. Insula a primit probabil numele din cauza numeroaselor capre sălbatice care trăiesc pe ea (capra înseamnă „capră” în italiană). Este a doua insulă ca mărime din arhipelagul respectiv.